# Кишоргандж
Кишорга́ндж (бенг. কিশোরগঞ্জ) — город и муниципалитет на северо-востоке Бангладеш, административный центр одноимённого округа и подокруга Кишоргандж-Садар. Муниципалитет был основан в 1869 году. Площадь города равна 19,57 км². По данным переписи 2011 года, в городе проживало 103 798 человек, из которых мужчины составляли 52,51 %, женщины — соответственно 47,49 %. Плотность населения равнялась 3943 чел. на 1 км². Уровень грамотности взрослого населения составлял 59 % (при среднем по Бангладеш показателе 43,1 %).